# Mejîhirea, Turka
Mejîhirea (în ucraineană Межигір'я) este un sat în comuna Rîkiv din raionul Turka, regiunea Liov, Ucraina.

## Demografie
Componența lingvistică a localității Mejîhirea
     Ucraineană (100%)
Conform recensământului din 2001, toată populația localității Mejîhirea era vorbitoare de ucraineană (100%).